# اومنتوم کوچک
اومنتوم پرده‌ای است که روده‌ها را پوشانده و از دو لایه تشکیل می‌شود. اومنتوم کوچک (انگلیسی: Lesser omentum) خمیدگی کوچک معده را به شکاف رباط سیاهرگی و حاشیه ناف کبد متصل می‌کند.
اومنتوم کوچک یک چین صفاقی است که از خم کوچک معده و ۲ و نیم سانتی‌متری اول دوازدهه به طرف کبد امتداد می‌یابد. قسمتی از اومنتومٔ کوچک بین معده و کبد رباط کبدی‌معدی را می‌سازد. بخشی از اومنتوم کوچک که بین دوازدهه و کبد قرار دارد رباط کبدی‌دوازدهه‌ای (هپاتودئودنال) خوانده می‌شود.
در پشت اومنتومٔ کوچک قسمتی از کیسه کهتر قرار می‌گیرد. در قسمت فوقانی و عقب کنار راست اومنتومٔ کوچک که آزاد است سوراخی به نام سوراخ اومنتوم‌ای وجود دارد که کیسه مهتر (ساک بزرگ) را به کیسه کهتر مرتبط می‌کند.
به چربی رقیق اومنتوم، چادرپیه می‌گویند. در حیوانات، این اصطلاح برای اشاره به چربی تُنُک بالای شکمبه و روده استفاده می‌شود.

## پیوندها
اومنتوم کوچک به خمیدگی کوچک معده و کنار فوقانی دو سانتی‌متری ابتدایی دوازدهه اتصال می‌یابد. این اومنتوم در بالا به کبد متصل می‌شود که خط اتصال در این ناحیه به شکل حرف L برعکس است. قسمت عمودی L به بخش تحتانی شیار رباط سیاهرگی و بخش افقی به حاشیه‌های ناف کبد (دروازه کبد) اتصال می‌یابد.

## محتویات
لبهٔ آزاد اومنتوم کوچک که در سمت راست آن قرار دارد حاوی بخش‌های زیر است:
۱_ شریان کبدی خاص
۲_ سیاهرگ دروازه‌ای (ورید پورت)
۳_ مجرای صفراوی
۴_ غدد و عروق لنفاوی
۵_ شبکهٔ عصبی هپاتیک
تمام این عناصر در داخل یک غلاف فیبروزی که در اطراف عروق است دربر گرفته شده‌اند.
اومنتومٔ کوچک در طول خمیدگی کوچک معده و کنار فوقانی دوازدهه حاوی بخش‌های زیر است:
۱_ رگ‌های معدی راست
۲_ رگ‌های معدی چپ
۳_ غدد لنفاوی و عروق لنفاوی گروه معدی
۴_ شاخه‌هایی از عصب‌های معدی